# Mauro Numa
Mauro Numa (* 8. listopadu 1961 Mestre, Itálie) je bývalý italský sportovní šermíř, který se specializoval na šerm fleretem.
Itálii reprezentoval v sedmdesátých, osmdesátých a devadesátých letech. Na olympijských hrách startoval v roce 1984, 1988 a 1992 v soutěži jednotlivců a družstev. V soutěži jednotlivců získal na olympijských hrách 1984 zlatou olympijskou medaili. V roce 1980 přišel o olympijské hry kvůli bojkotu některých italských složek vrcholového sportu. V roce 1985 získal titul mistra světa v soutěži jednotlivců a v roce 1982 získal titul mistra Evropy. S italským družstvem fleretistů vybojoval na olympijských hrách 1984 zlatou olympijskou medaili a s družstvem vybojoval třikrát titul mistra světa v letech 1985, 1986, 1990.